# Бухарест
Бухаре́ст, також Букаре́шт (рум. București, Букуре́шть) — столиця Румунії, індустріальний та комерційний центр країни. Місто розташоване на південному сході країни, на берегах річки Димбовиці.

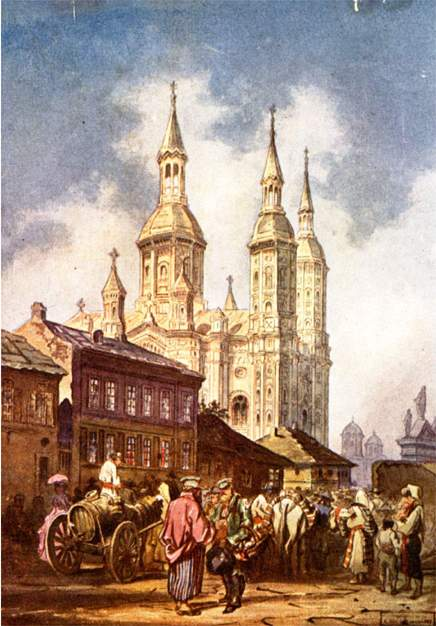
Церква святого Спиридона

За європейськими стандартами Бухарест — не старе місто. Перші згадки про нього з'являються 1459 року. Місто стало столицею Румунії в 1862 році та постійно підтверджує свій статус осередку румунської культури, мистецтва та політики. Його еклектична архітектура є сумішшю історичного, перехідного, комуністичного й сучасного стилів. У період між двома Світовими війнами завдяки елегантній міській архітектурі та винахідливості міської еліти, Бухарест отримав ім'я «Париж Сходу», або «Маленький Париж» (Micul Paris).
Попри те, що багато будинків і районів в історичному центрі було сильно пошкоджено або знищено під час війни, землетрусів, а також під час виконання програми Ніколае Чаушеску із систематизації Румунії, багато чого збереглося. Останнім часом місто переживає економічний та культурний бум.

## Етимологія

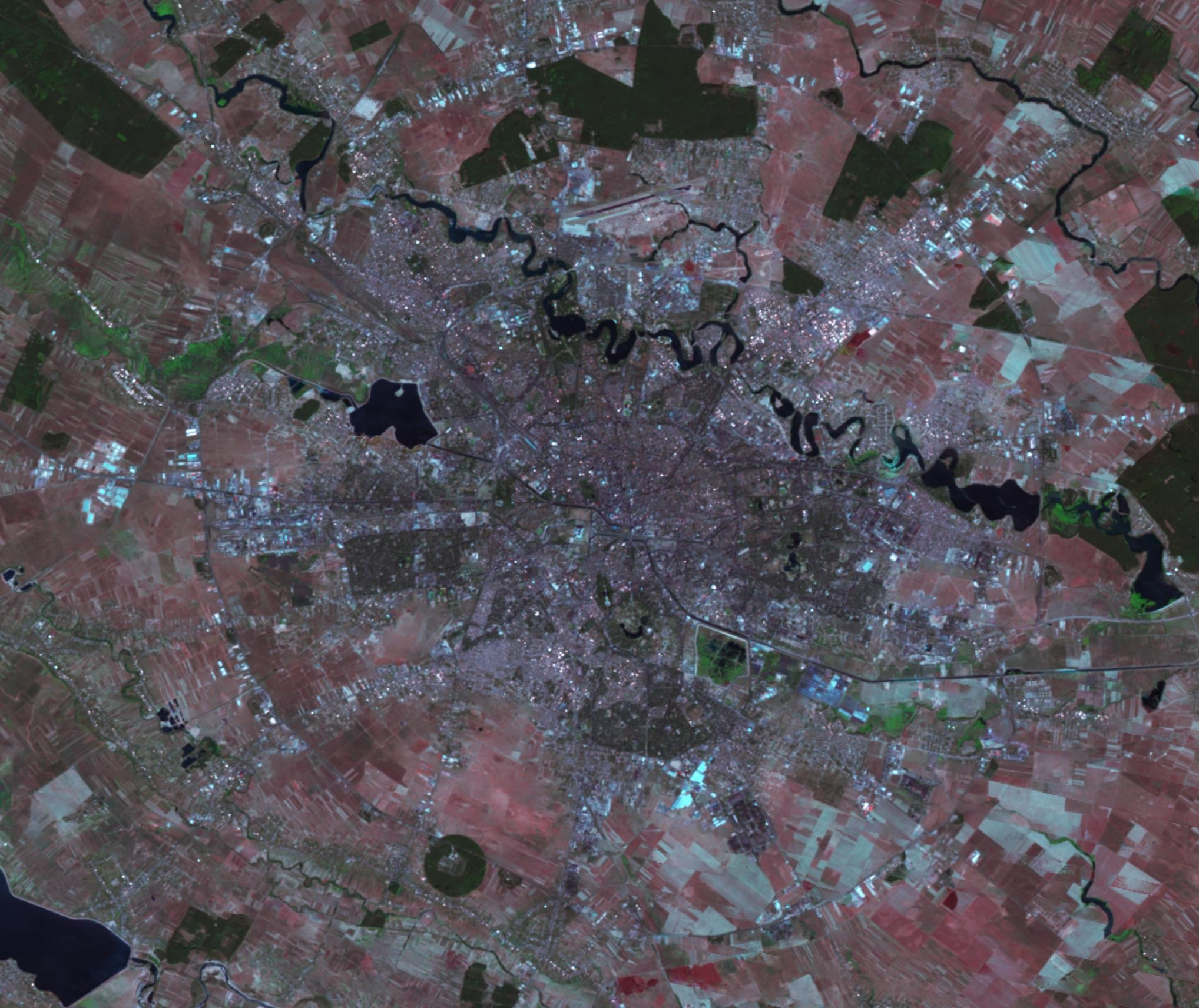
Супутникове фото Бухареста, 2005

Походження імені невизначене: за різними легендами, Бухарест заснований Букуром, що був чи то принцом, чи то злочинцем, чи то пастухом.
В румунській мові слово bucur означає радісний, задоволений. Назва явно пов'язана зі словом bucurie («радість»), що також споріднене з албанським bukur («прекрасний»).

## Географія
Бухарест розташований на південному сході Румунії, у центральній частині Нижньодунайської рівнини, на річці Димбовіца, за 45 км від Дунаю і за 230 км від Чорного моря.

## Клімат
| Клімат Бухареста                           | Клімат Бухареста | Клімат Бухареста | Клімат Бухареста | Клімат Бухареста | Клімат Бухареста | Клімат Бухареста | Клімат Бухареста | Клімат Бухареста | Клімат Бухареста | Клімат Бухареста | Клімат Бухареста | Клімат Бухареста | Клімат Бухареста |
| Показник                                   | Січ.             | Лют.             | Бер.             | Квіт.            | Трав.            | Черв.            | Лип.             | Серп.            | Вер.             | Жовт.            | Лист.            | Груд.            | Рік              |
| Абсолютний максимум, °C                    | 17,1             | 22,6             | 27,0             | 32,2             | 35,0             | 39,0             | 41,2             | 40,7             | 37,2             | 35,0             | 25,1             | 18,4             | 41,2             |
| Середній максимум, °C                      | 1,5              | 4,1              | 10,5             | 18,0             | 23,3             | 26,8             | 28,8             | 28,5             | 24,6             | 18,0             | 10,0             | 3,8              | 16,5             |
| Середня температура, °C                    | −1,5             | 0,3              | 5,2              | 11,2             | 16,7             | 20,5             | 22,3             | 21,6             | 17,3             | 11,1             | 4,4              | 0,1              | 10,8             |
| Середній мінімум, °C                       | −5,5             | −3,3             | 0,3              | 5,6              | 10,5             | 14,0             | 15,6             | 15,0             | 11,1             | 5,7              | 1,6              | −2,6             | 5,7              |
| Абсолютний мінімум, °C                     | −24,8            | −26,1            | −19,9            | −7               | −1,1             | 1,6              | 7,0              | 5,0              | −3               | −8               | −18,8            | −25,6            | −26,1            |
| Норма опадів, мм                           | 40               | 36               | 38               | 46               | 70               | 77               | 64               | 58               | 42               | 32               | 49               | 43               | 595              |
| Вологість повітря, %                       | 89               | 83               | 75               | 71               | 69               | 70               | 68               | 68               | 73               | 79               | 85               | 88               | 76               |
| ------------------------------------------ | ---------------- | ---------------- | ---------------- | ---------------- | ---------------- | ---------------- | ---------------- | ---------------- | ---------------- | ---------------- | ---------------- | ---------------- | ---------------- |
| Джерело: worldweather.org, Погода и Климат |                  |                  |                  |                  |                  |                  |                  |                  |                  |                  |                  |                  |                  |

## Історія
Влад Цепеш заснував Бухарест як фортецю 1459 року, щоби зупинити просування Османської імперії. Бухарест став столицею князівства Валахія у 1698 і Румунії — у 1861. Під час Румунської революції 1989 р. у місті були жорстокі бої.

## Культура
- Національний музей мистецтв Румунії
- Національний музей історії Румунії
- Музей румунського селянина
- Скансен, м. Бухарест

## Освіта
- Бухарестський університет
- Політехнічний університет Бухареста
- Бухарестський національний університет музики

## Населення
| Рік                      | Населення   |
| ------------------------ | ----------- |
| 1595                     | 10 000      |
| 1650                     | ▲ 20 000    |
| 1789                     | ▲ 30 030    |
| 1831                     | ▲ 60 587    |
| 1859                     | ▲ 122 000   |
| 1900                     | ▲ 282 000   |
| 1918                     | ▲ 383 000   |
| 29 грудня 1930, перепис  | ▲ 633 550   |
| 1938                     | ▲ 646 700   |
| 25 січня 1948, перепис   | ▲ 1 025 180 |
| 21 лютого 1956, перепис  | ▲ 1 177 661 |
| 15 березня 1966, перепис | ▲ 1 366 684 |
| 5 січня 1977, перепис    | ▲ 1 807 239 |
| 1 липня 1990, оцінка     | ▲ 2 127 194 |
| 7 січня 1992, перепис    | ▼ 2 067 545 |
| 18 березня 2002, перепис | ▼ 1 926 334 |
| 1 липня 2005, оцінка     | ▼ 1 924 959 |
| 1 липня 2007, оцінка     | ▲ 1 931 838 |
| 1 січня 2009, оцінка     | ▲ 1 944 367 |

Населення Бухареста, за переписом 2002 року, становить 1 926 334 мешканців, що є 8.9 % від загального населення Румунії. Окрім цього, близько 200 000 людей з приміських територій щоденно приїжджають до міста на роботу, переважно з Ілфова.
За історію міста було два проміжки швидкого росту населення — у кінці 19 століття, з розростанням міста та збільшенням його ролі, та в період комунізму через організовану кампанію урбанізації, коли багато людей переїхало з сільської місцевості до столиці. На цей час, через заборону на аборти та контрацепцію в період Чаушеску, також мав місце значний природний приріст.
Приблизно 96.9 % населення Бухареста складають румуни. Друга за величиною етнічна група — цигани, частка яких 1.4 %. Серед представників інших національностей — угорці (0.3 %), євреї (0.1 %), турки (0,1 %), китайці (0,1 %) та німці (0,1 %). Греки та вірмени в кінці 19-го та на початку 20 століття також відігравали помітну роль у житті міста.
Середня тривалість життя у 2003—2005 роках була 74,14 років, що приблизно на 2 роки більше, ніж в цілому по Румунії. Серед жінок ця цифра становила 77,41 років, серед чоловіків — 70,57.

## Релігія
Бухарест є резиденцією Патріарха Румунської Православної Церкви, однієї з православних церков.
Місто є центром інших християнських організацій в Румунії, у тому числі Римсько-католицької архієпископії Бухареста, заснованої 1883 року, і Румунської греко-католицької єпархії святого Василя Великого, заснованої 2014 року.
У Бухаресті також знаходяться 6 синагог, у тому числі Хоральна синагога Бухареста, Велика синагога Бухареста і Храм Святого союзу. Останній був перетворений в Музей історії румунської єврейської громади, у той час як у великій і хоральній синагогах проводяться регулярні служби.
Проєкт мечеті місткістю 2000 осіб перебуває на стадії розробки. Будівництво фінансуватиметься урядом Туреччини та приватними особами.

## Транспорт
У Бухаресті діє найбільша транспортна мережа в Румунії і одна з найбільших у Південно-Східній Європі.

### Громадський транспорт
Система громадського транспорту складається з 77-кілометрової системи метро, якою керує Metrorex, і мережі наземного транспорту – автобусів, тролейбусів і трамваїв. Крім того, є також приватні мікроавтобуси, які сполучаються з сусідніми гмінами. У 2016 році RATB (раніше STB) здійснив 438 мільйонів поїздок.

### Автомобільний транспорт
Бухарест є головним вузлом національної мережі доріг Румунії, три автомагістралі міжнародного значення (A1 до Пітешті, A2 до Констанці та A3 до Плоєшті) і дев’ять національних доріг (DN1 до Орадя, DN1A до Брашова, DN2 до Сучави, DN3 до Калараш), DN4 до Олтеніти, DN5 до Джурджу, DN6 до Тімішоари та Ченаду, DN7 до Недлака та DN71 у бік Синаю).
В Бухаресті діє автовокзал «Філарет», що обслуговує міжміські і міжнародні автобусні рейси.

### Повітряний транспорт
Біля Бухареста розташований міжнародний аеропорт (колишній аеропорт Отопень), який обслуговує майже 11 мільйонів пасажирів у 2016 році. У ньому працюють авіакомпанії TAROM, Alitalia, Lufthansa, Air Canada і Air France. Приватні румунські авіакомпанії використовують міжнародний аеропорт «Аурел Влайков».

### Залізничний транспорт
Найважливішою залізничною станцією є Гара-де-Норд, звідки щодня відправляються та прибувають потяги з різних румунських населених пунктів, а також з європейських міст. Через Північний вокзал щодня проходить 283 потяги від державного оператора CFR Călători, а також від приватних операторів, таких як Astra Trans Carpatic, Regio Călători, Transferoviar Călători тощо.

### Водний транспорт
Хоча місто стоїть на річці, вона є несудноплавною, і тому Бухарест ніколи не був портовим містом, на відміну від Констанци та Галаца. Проте споруджується канал Дунай — Бухарест довжиною 73 км, по завершенні будівництва якого місто буде сполучене з річкою Дунай та, через ще один канал, з Чорним морем. Очікується, що цей канал стане повноцінним компонентом транспортної системи та значно збільшить об'єм морських перевезень.

## Спорт
У Бухаресті базуються футбольні клуби «Динамо», «Стяуа», «Рапід» (всі три команди виступають у Лізі I) та «Прогресул» (Ліга IV).

## Галерея

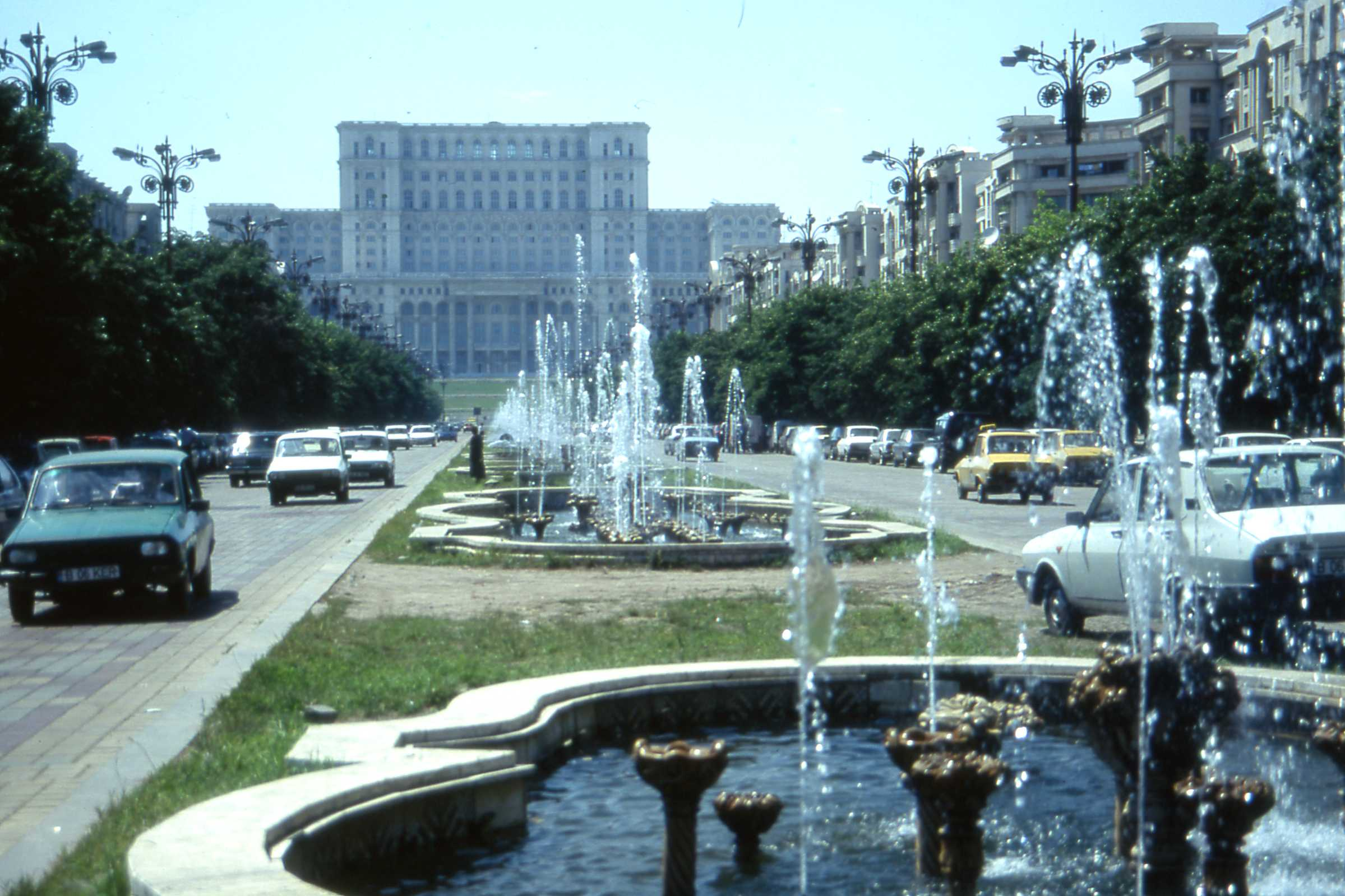
Палац Парламенту
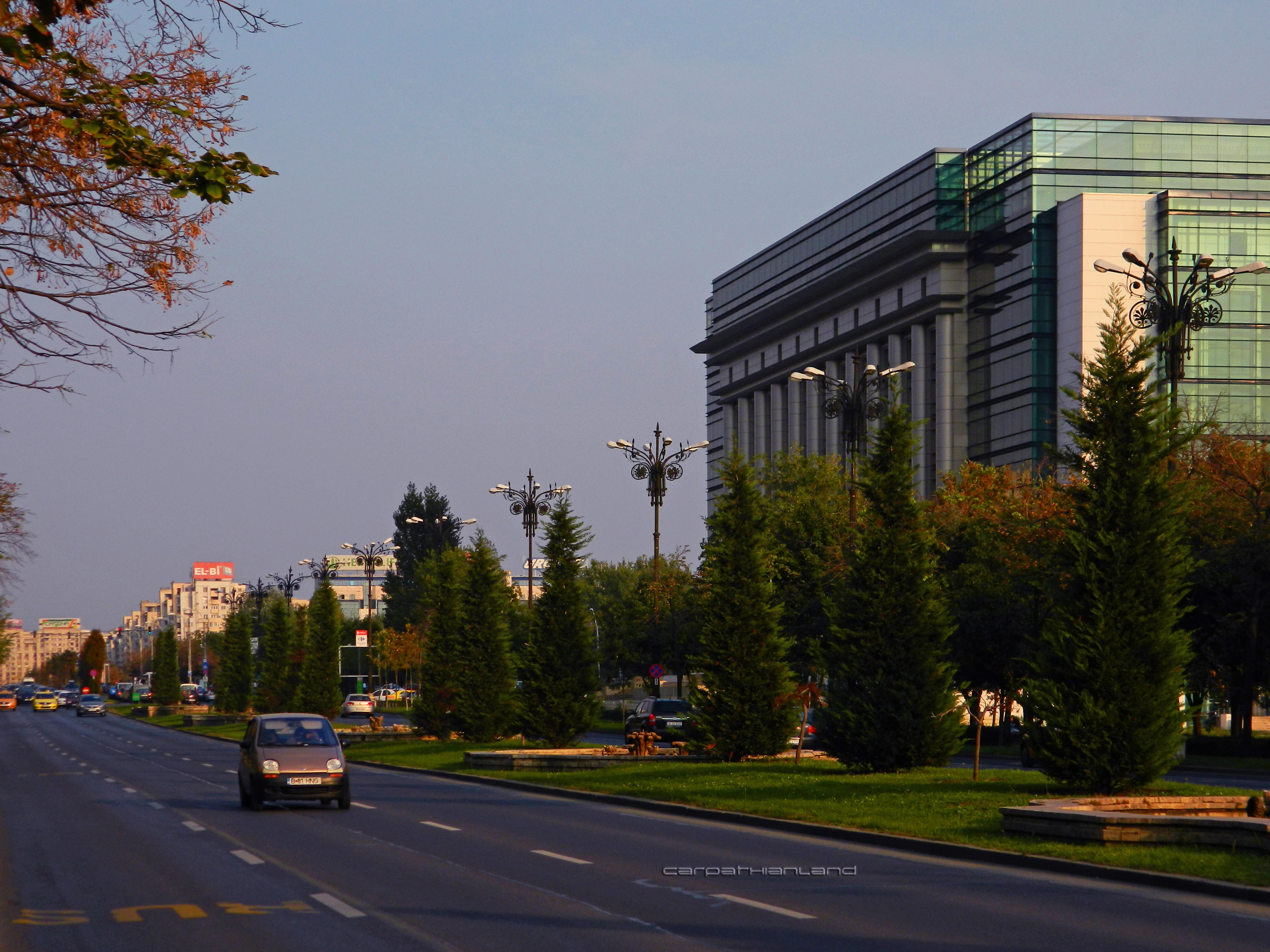
Національна бібліотека в 2011 році
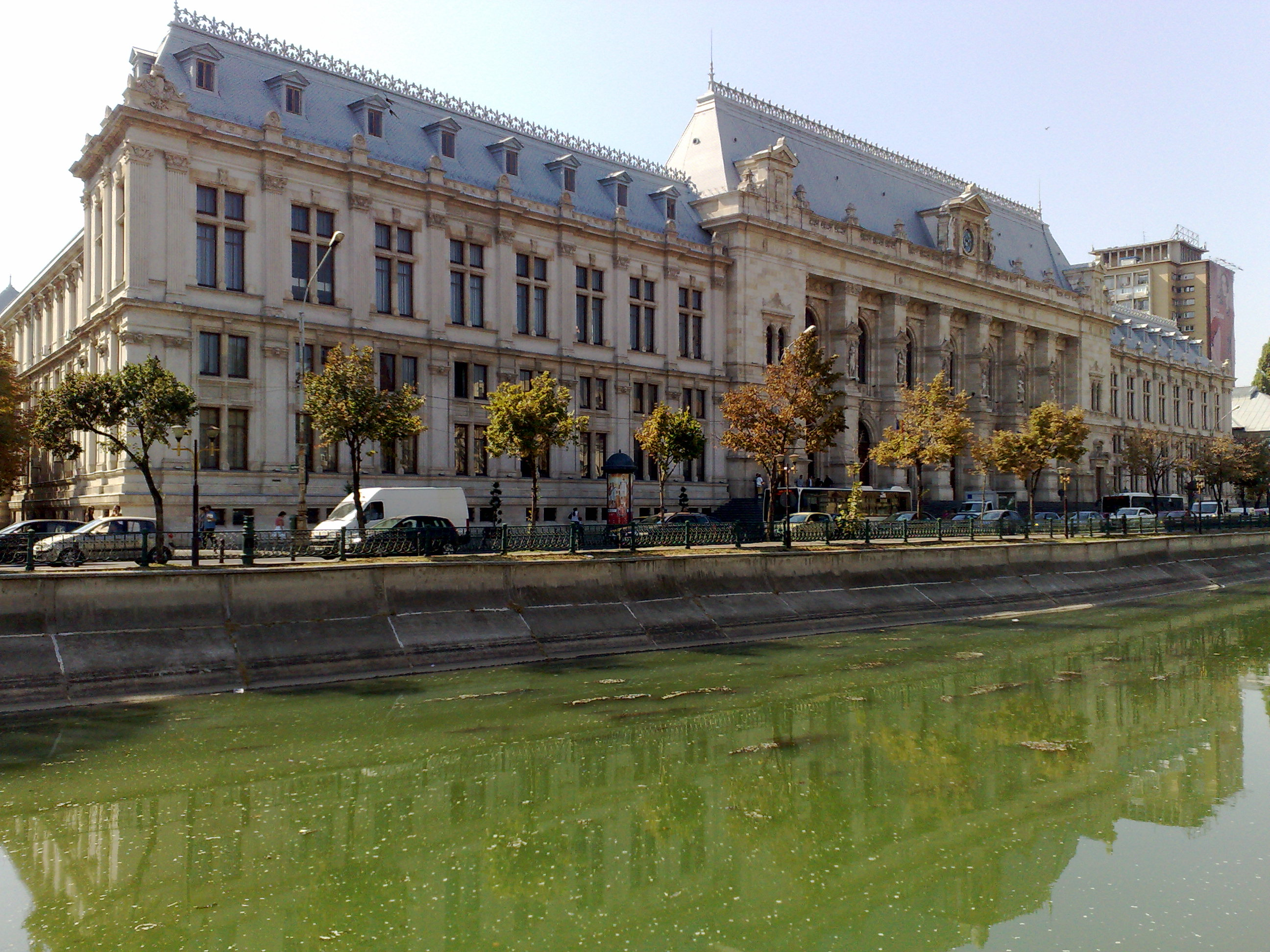
Палац правосуддя
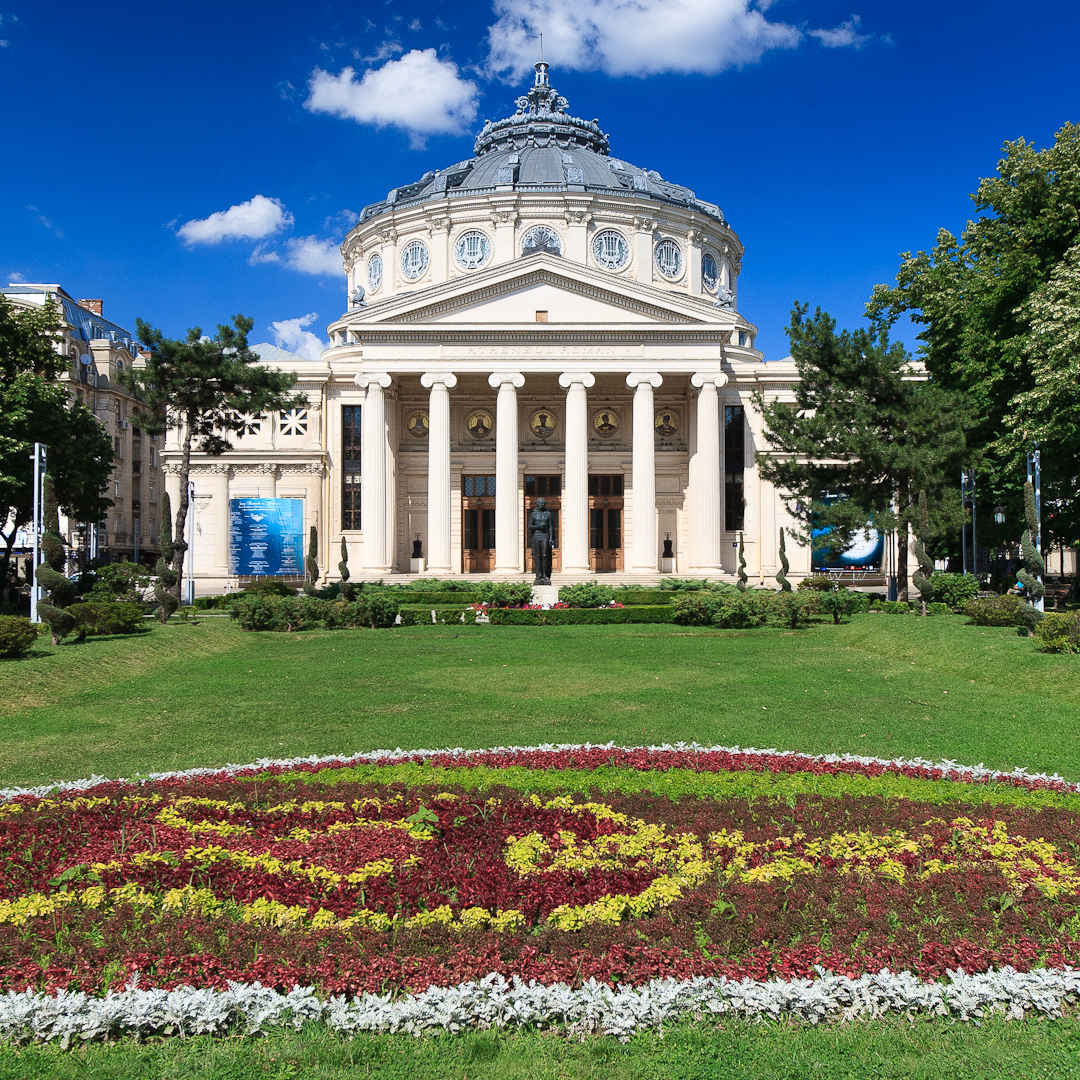
Румунський Атенеум
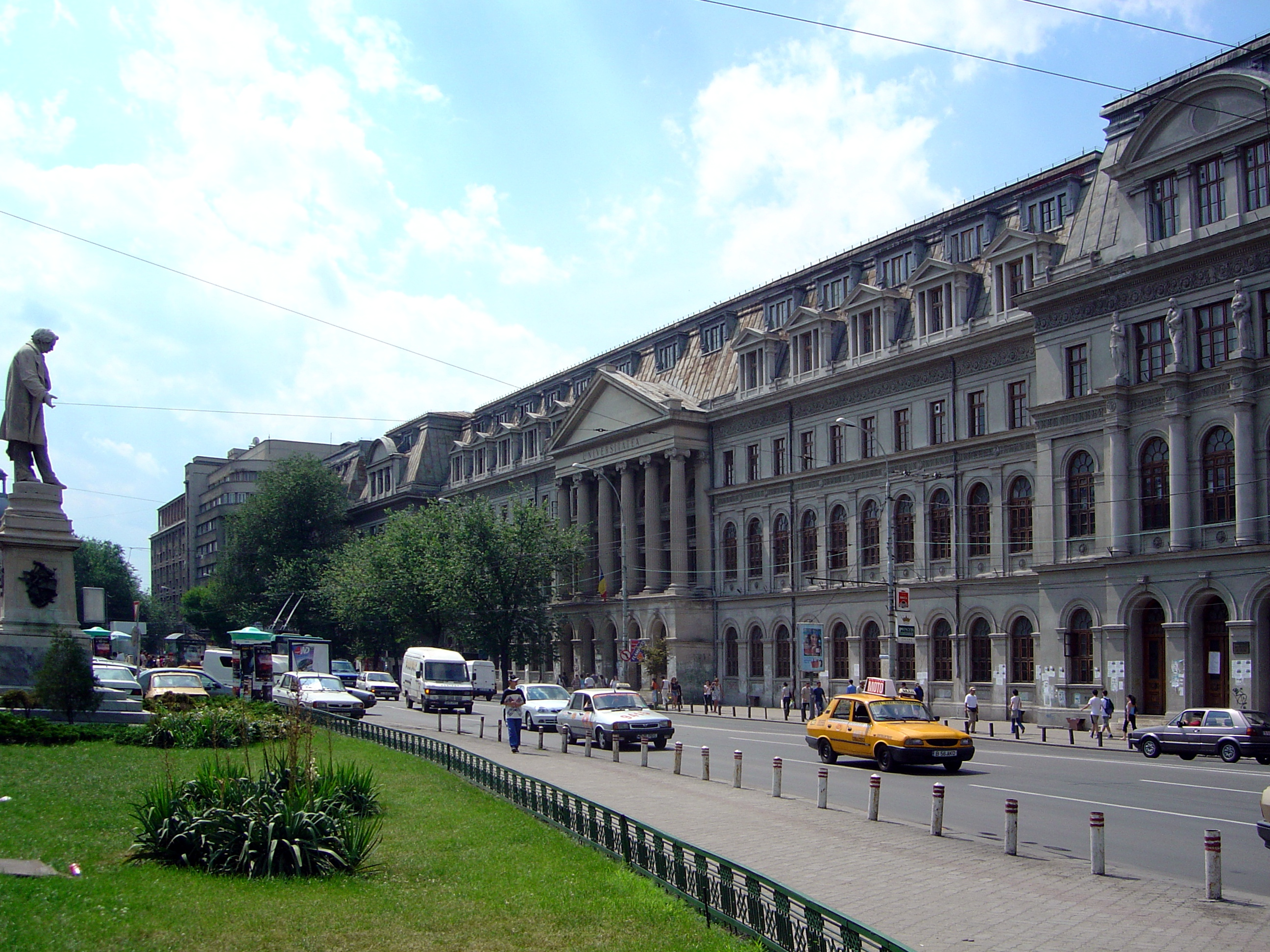
Бухарестський університет
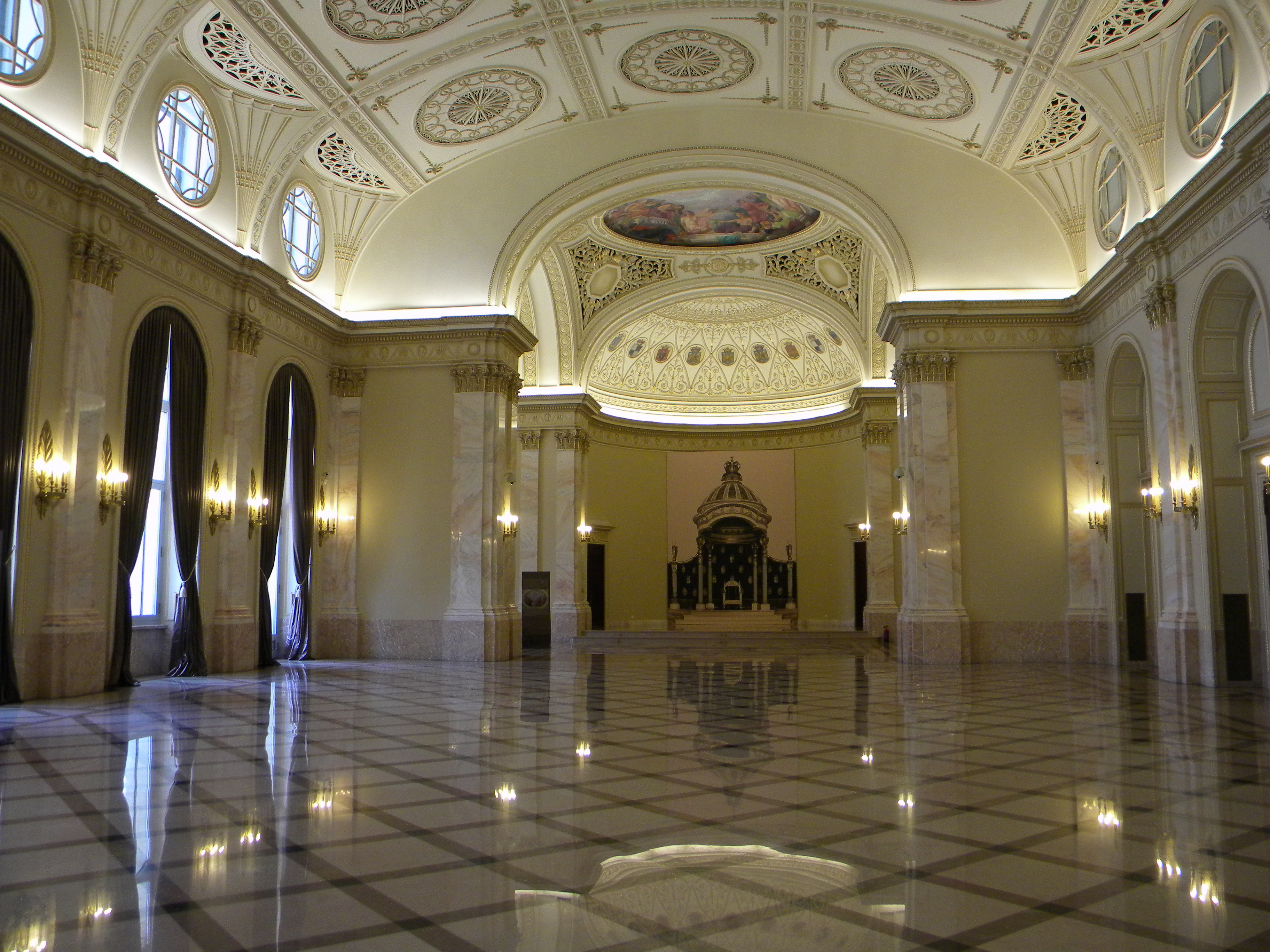
Інтер'єр Національного музею мистецтв
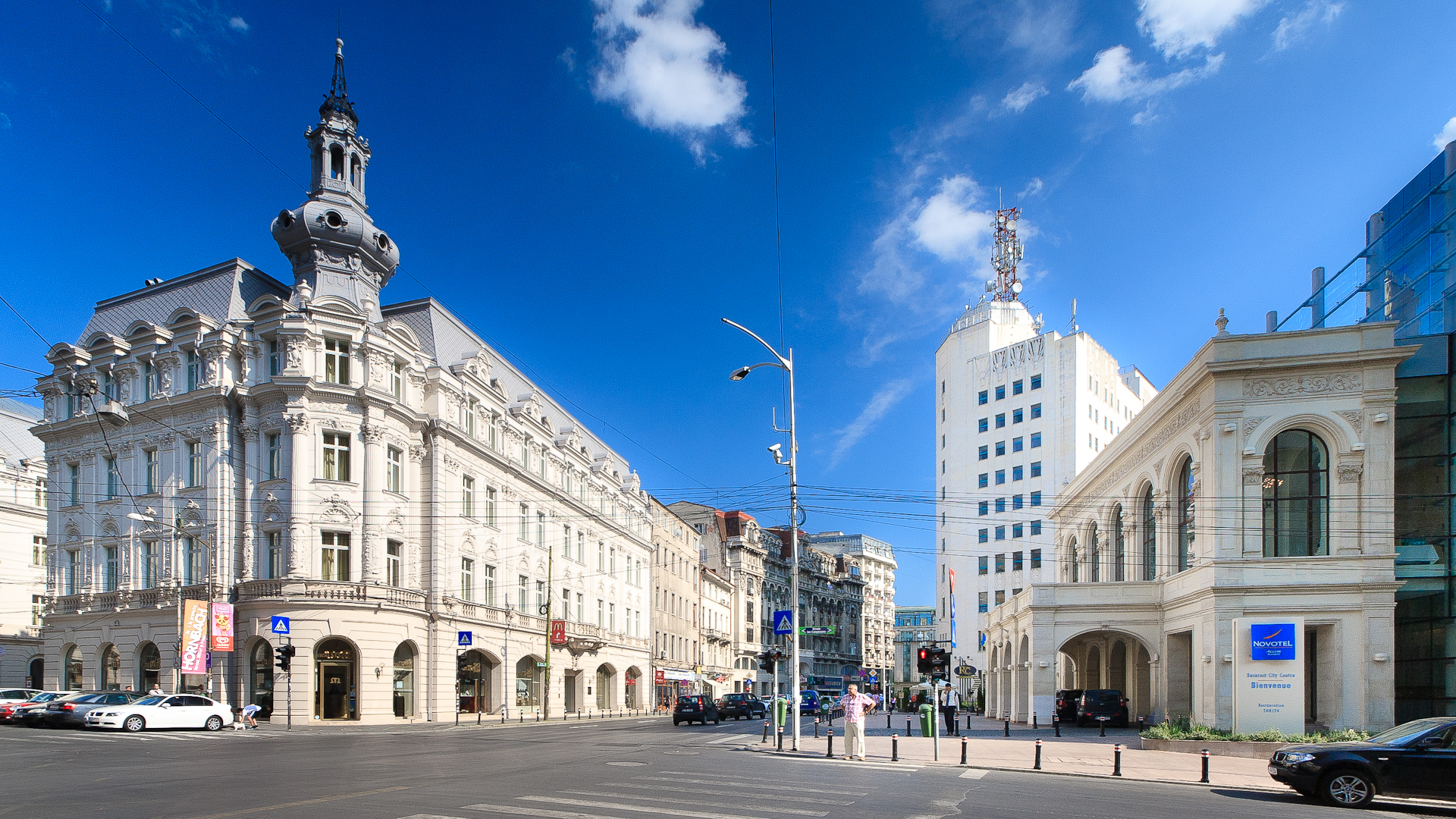
Готель «Контіненталь»
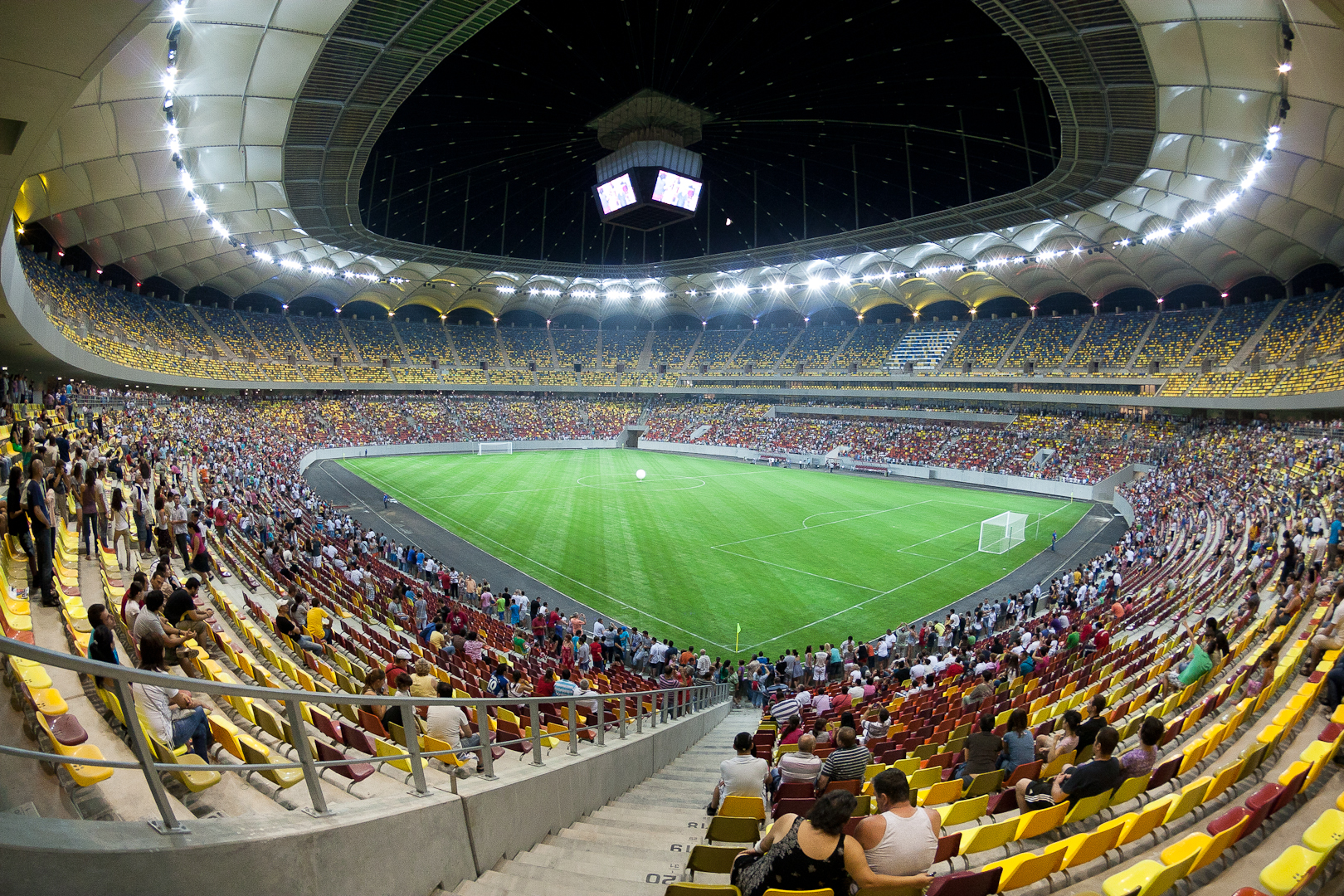
Національний стадіон
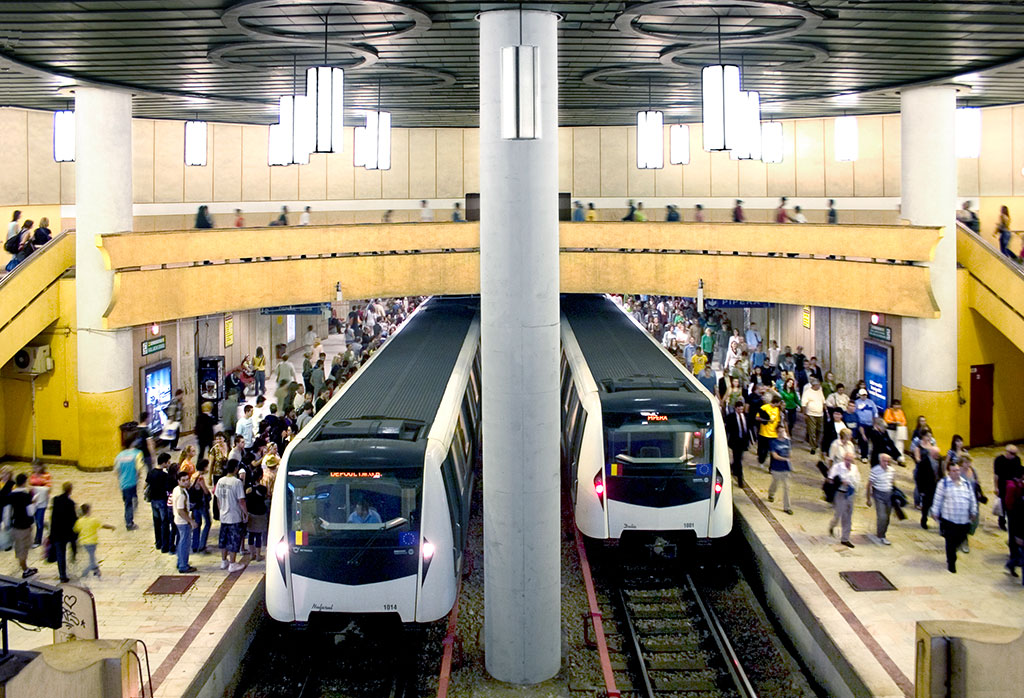
Бухарестський метрополітен
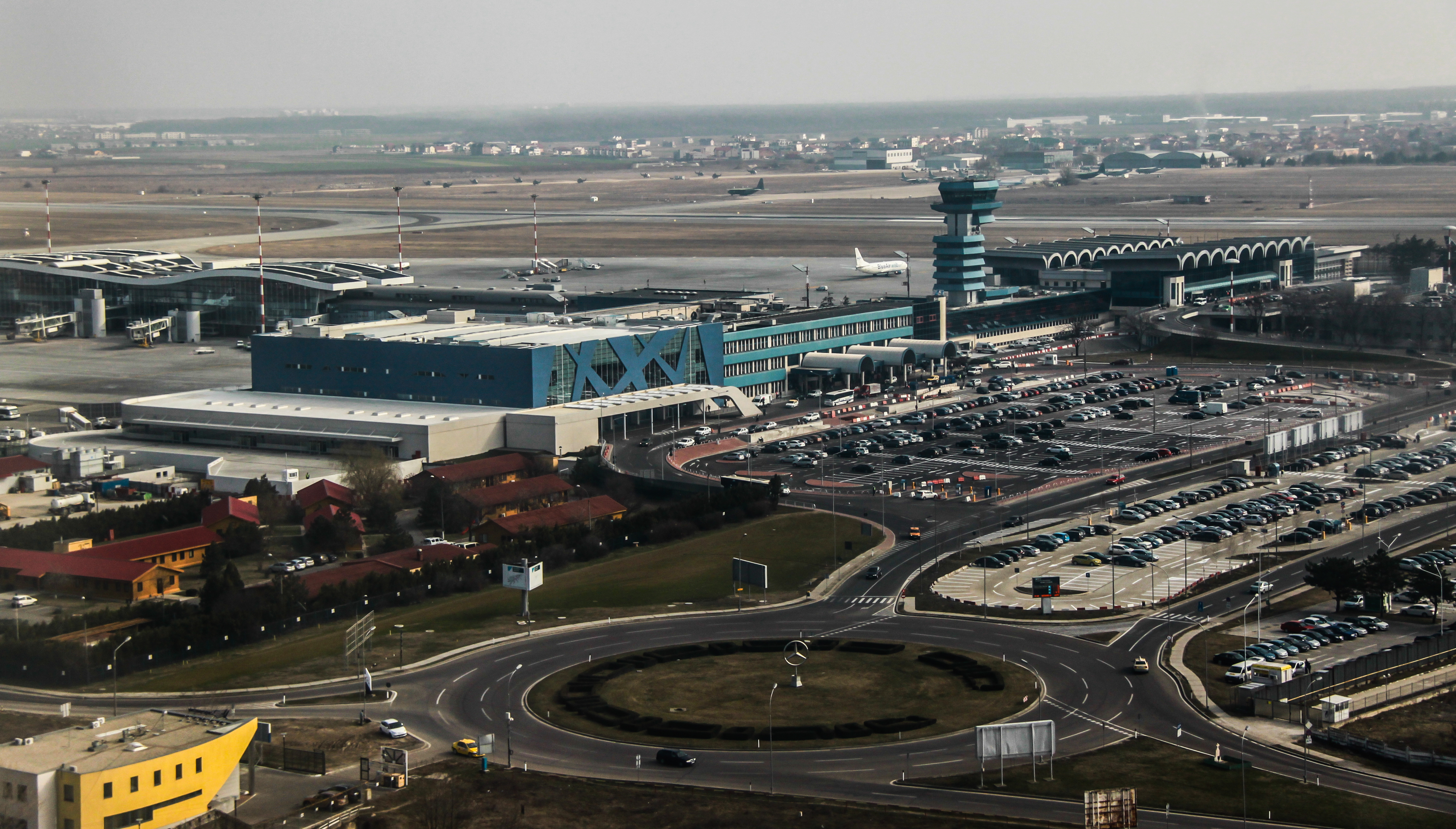
Міжнародний аеропорт імені Анрі Коанда
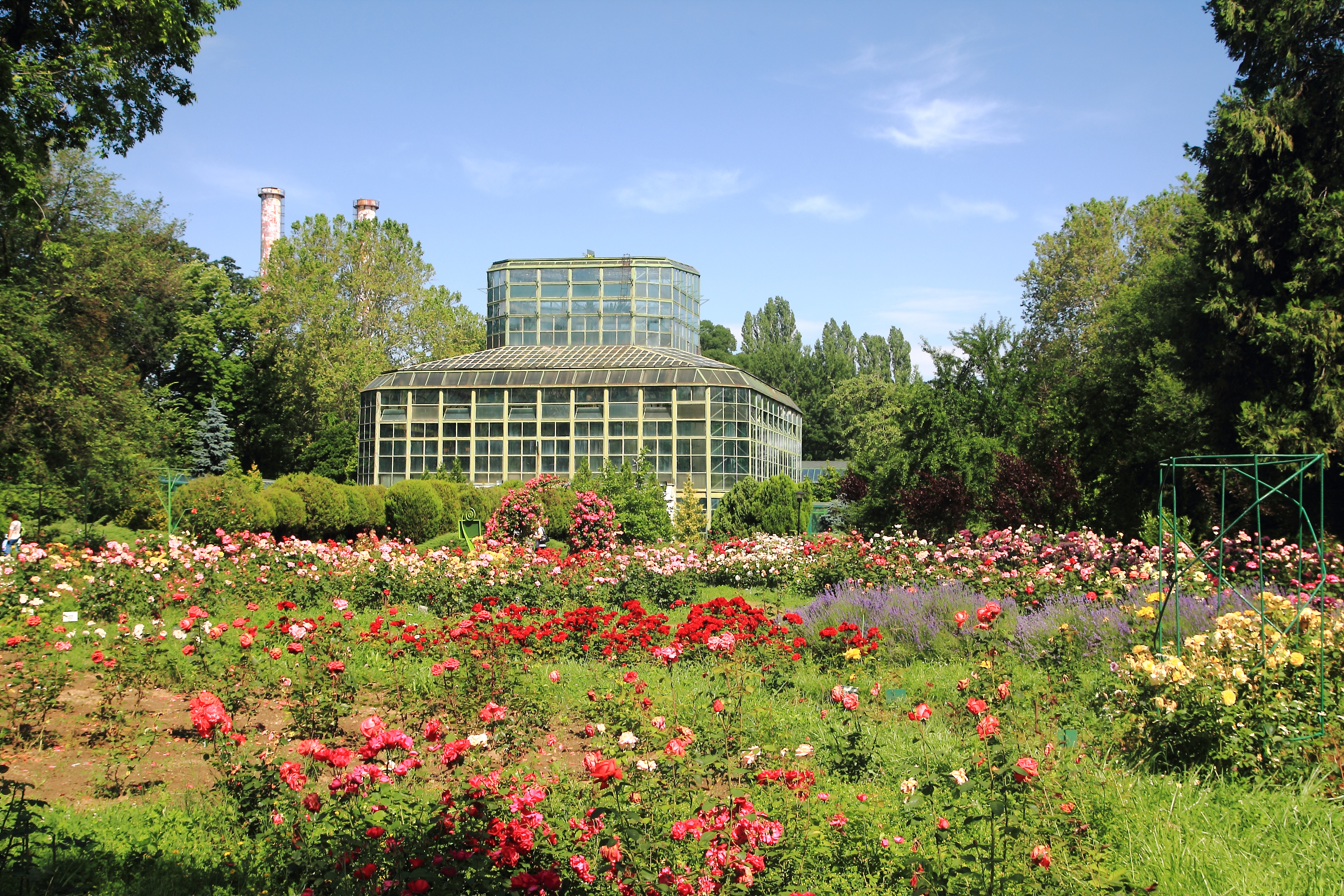
Бухарестський ботанічний сад
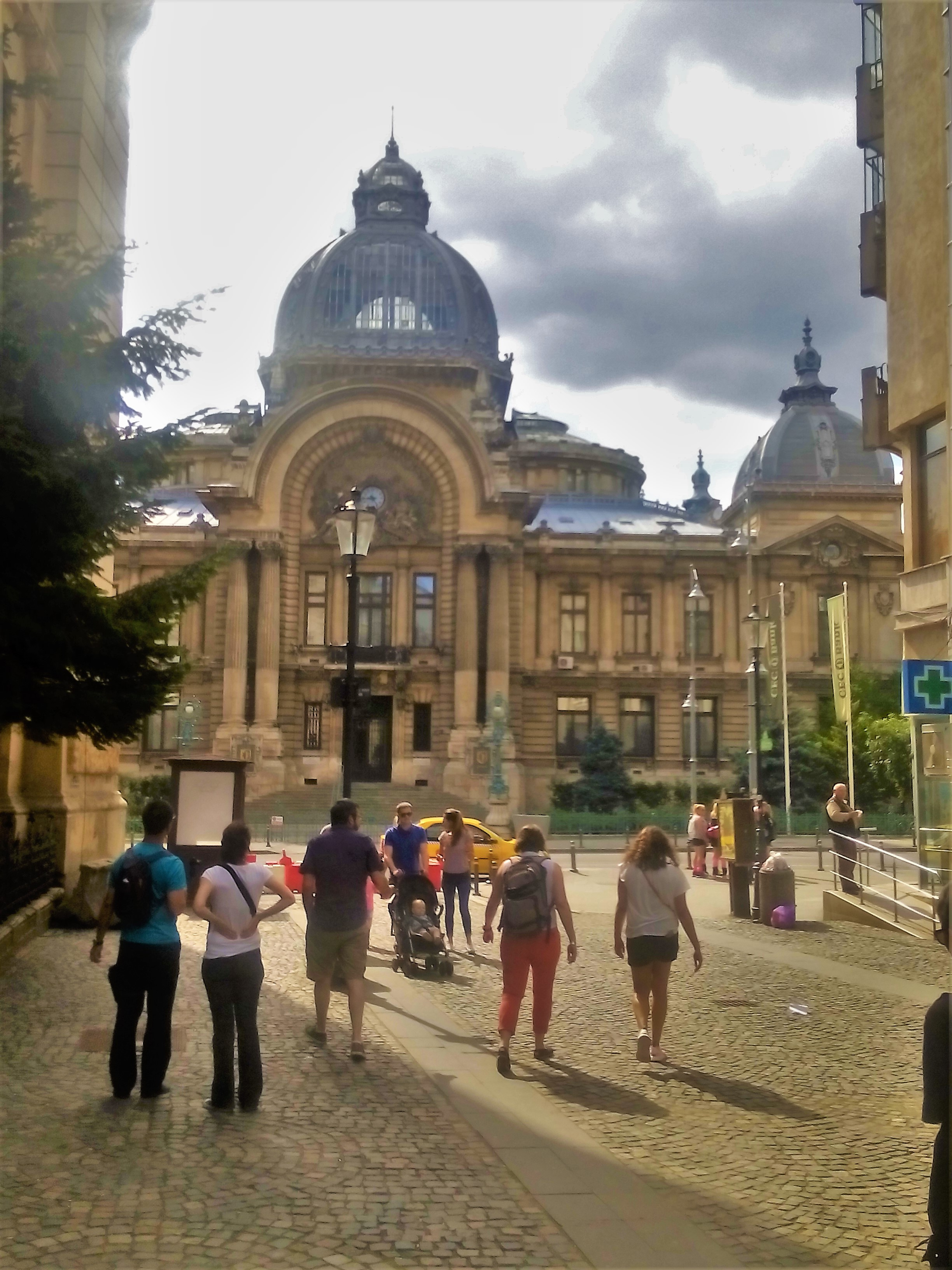
Палац CEC
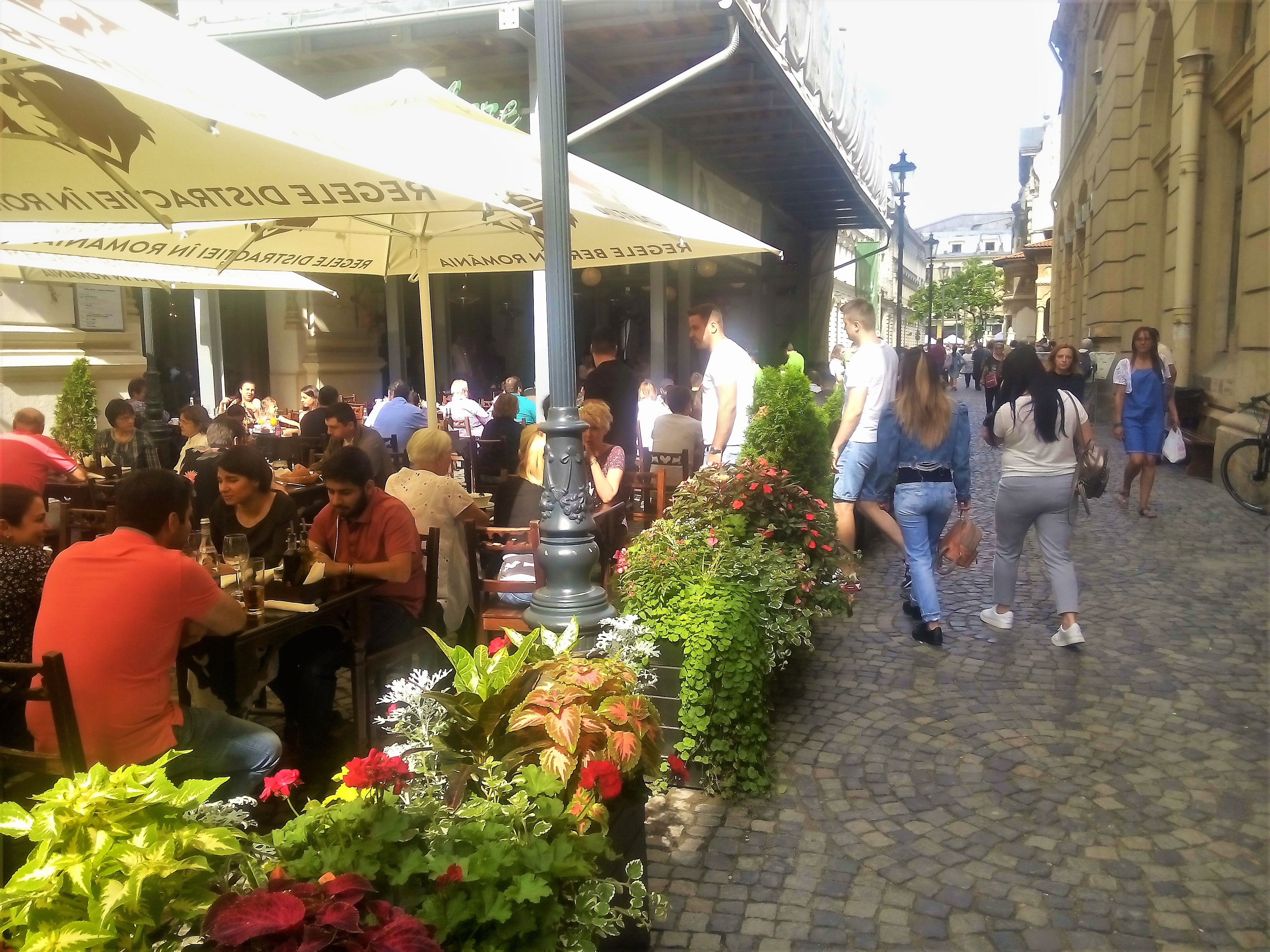
В історичному центрі Бухареста багато ресторанів
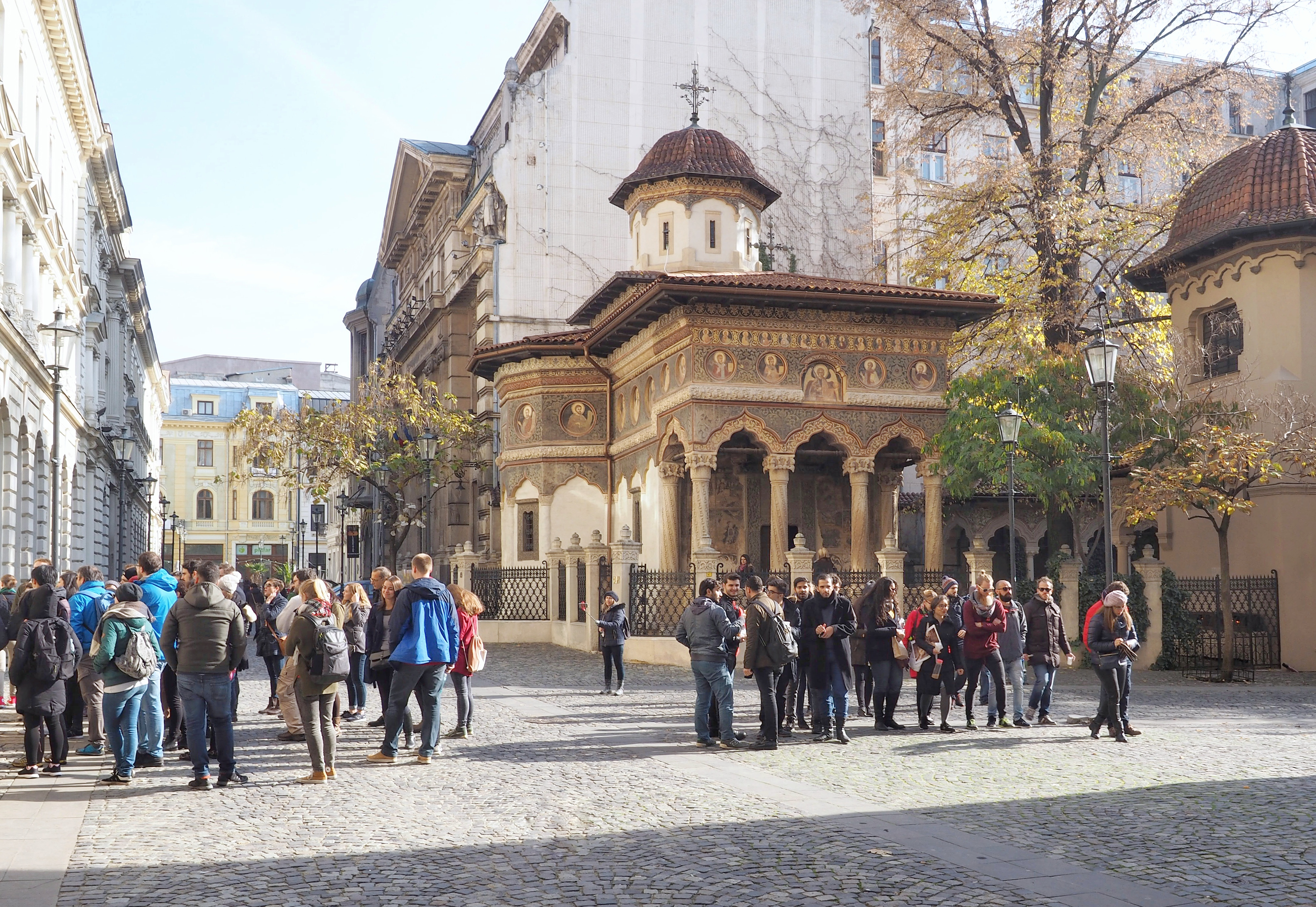
Монастир Ставрополеос
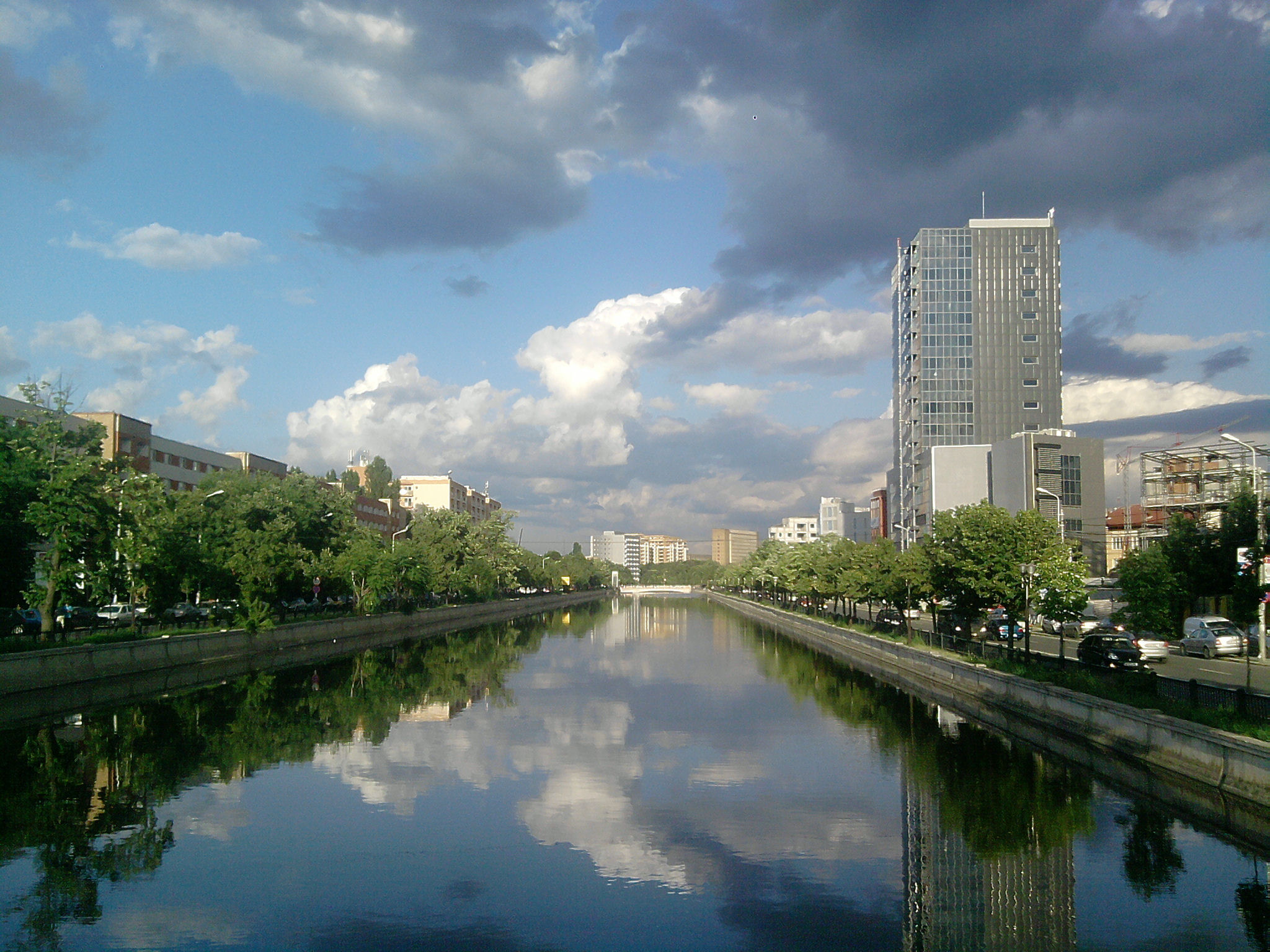
Річка Димбовіца в центрі міста

## Міста-побратими
Список міст-побратимів:
| Країна          | Місто          | Дата |
| --------------- | -------------- | ---- |
| Албанія         | Тирана         | 2007 |
| Бразилія        | Ріо-де-Жанейро | 2002 |
| Бразилія        | Сан-Паулу      | 2000 |
| Болгарія        | Софія          |      |
| Канада          | Монреаль       |      |
| КНР             | Пекін          | 2005 |
| Кіпр            | Нікосія        | 2004 |
| Греція          | Афіни          | 1993 |
| Йорданія        | Амман          | 1999 |
| Угорщина        | Будапешт       | 1991 |
| Молдова         | Кишинів        |      |
| Нігерія         | Лагос          |      |
| Філіппіни       | Маніла         |      |
| Росія           | Москва         |      |
| Туреччина       | Анкара         | 1998 |
| Туреччина       | Стамбул        |      |
| Велика Британія | Лондон         |      |
| США             | Атланта        | 1994 |
| Чехія           | Мост           |      |

## Відомі люди
- Болінтіняну Дімітріє — румунський письменник і політичний діяч.
- Єужен Сирбу — румунський скрипаль.
- Мірча Луческу — румунський футболіст і тренер.
- Ана-Василик Аслан — румунський медик-геронтолог, біолог, дійсний член Румунської академії.

### Уродженці
- Едвард Г. Робінсон (1893—1973) — американський актор
- Тала Бірелл (1907—1958) — румунська кіноактриса
- Жані Ольт (1909—2005) — французька акторка румунського походження
- Лана Марконі (1917—1990) — французька акторка румунського походження
- Іллєнко Емілія Іоанівна (1934 — †?) — радянський, український кінорежисер
- Владимир Косма (* 1940) — французький композитор, диригент і скрипаль румунського й єврейського походження
- Данієль Бенулеску (* 1960) — румунський письменник, поет і драматург.